# Adventuredome
Adventuredome — крытый парк развлечений площадью 20 234 м², расположенный возле отеля Circus Circus на бульваре Лас-Вегас-Стрип в Лас-Вегасе, штат Невада, США. В парке действует 25 аттракционов, включая американские горки, тир, поле для мини-гольфа на 18 лунок, шоу клоунов, скалодром и т. д.
Парк аттракционов Adventuredome был открыт в 1993 году вместо западной части парковки отеля.